# Зеркало великого мага
«Зеркало великого мага» (нем. Der Spiegel des großen Magus) — фильм-сказка 1980 года производства ГДР режиссёра Дитера Шарфенберга.

## Сюжет
В призрачном, лишенном цветов и листьев саду могущественного короля, злого мага, есть множество клеток, в которых живут животные: гриф и медведь, дикая кошка и голубь. Все они когда-то были вольными людьми из долины, но не подчинились королю, и жестокий маг околдовал их и превратил в животных. Околдовал он и девушку Ханну, которую он притащил из долины в свой замок, чтобы жениться, но она отказалась стать женой бесчеловечного правителя. Эллиас, молодой пастух, влюблённый в Ханну, отравляется на её поиски. Он узнаёт, что волшебная сила мага исходит от таинственного зеркала, которое отражает вольнолюбивых людей как животных-подданных короля, и тогда тот может посадить их в клетку. А для злого мага это зеркало — источник бессмертия и власти. Но заколдованные люди снова станут людьми, если увидят своё отражение в воде из Лунного озера. Эллиас преодолевает все опасности, достаёт воду, и в конце концов одерживает победу над королём-магом, освобождает Ханну и людей вольной долины.

## В ролях
- Эше, Эберхард — Маг
- Юрай Дюрдяк — Эллиас
- Клаус Пионтек — Правос
- Ханна Белюшко — Ханна
- Гюнтер Нойманн — Харом
- Кокс Хаббема — Айрин
- Герри Вольф — Арам
- Петр Скарке — Симон
- Ютта Ваховяк — эпизод
- Вилли Нойенхан — эпизод

## Съёмки
Съёмки фильма проходили в Чехословакии: в горах Высокие Татры, место съёмок — замок Спишский Град и его окрестности.